# Latarnia morska w Leasowe
Latarnia morska w Leasowe – nieczynna latarnia morska położona w Leasowe w środkowej części wybrzeża półwyspu Wirral, w północnej Anglii.
Zbudowana w 1763 r. przez Mersey Docks and Harbour Board jest najstarszą ceglaną latarnią w Wielkiej Brytanii i prawdopodobnie pierwszą budowlą tego typu (z murem szczelinowym) na świecie. Obiekt jest zabytkiem klasy II, pozostającym w pieczy organizacji charytatywnej The Friends of Leasowe Lighthouse. Latarnia jest także częścią Parku Wybrzeża Północnego Wirralu.
Nad wejściem do latarni znajduje się tablica z inskrypcją M.W.G 1763. Upamiętnia ona ówczesnego burmistrza Liverpoolu, (Mayor) Williama Gregsona.
Latarnia funkcjonowała w systemie dwóch świateł: niskiego, położonego w budynku na brzegu morza, i wysokiego, w miejscu obecnego budynku.  Aby znaleźć bezpieczne wejście do estuarium rzeki Mersey (nabieżnik), statki płynące do Liverpoolu musiały znaleźć się w takim miejscu zatoki Liverpoolskiej, z którego oba światła były widoczne w jednej linii. Budynek niższego światła dość szybko został zniszczony przez erozję morską. Obecny budynek latarni zaczęto używać jako niskie światło, a jako nowe wysokie światło służyła wybudowana w 1773 r. latarnia morska w Bidston. Latarnia w Leasowe po raz ostatni działała 14 lipca 1908 r., a latarnia w Bidston przestała działać w 1913 r. Wewnątrz latarni jest siedem pięter i spiralna klatka schodowa z żelaza. 
Ostatnimi latarnikami była rodzina Williamsów, którzy do Leasowe przenieśli się z Great Orme w Llandudno. Wkrótce po przeprowadzce latarnik zachorował, a żona przejęła jego obowiązki. Wykonywała je tak dobrze, że po śmierci męża została oficjalnie zatrudniona jako latarniczka. Zarząd, Mersey Docks and Harbour Board, pozwolił również zatrudnić jedno z jej trzynaściorga dzieci jako pomocnika. Kiedy latarnia została wyłączona z użytku, Williams została przeniesiona do pobliskiej chaty. Przekształciła latarnię w popularną herbaciarnię. Po śmierci Williams w 1935 r. budynek latarni został zamknięty. W 1973 r. został pomalowany na biało, ale dopiero w 1989 r. samorząd Wirralu wyremontował budynek. Pełni on teraz funkcję lokalnego muzeum historii latarni oraz pierwszej na świecie regularnej pasażerskiej linii poduszkowców między Wirralem i Rhyl w Walii.